# Sony Xperia Z1
Sony Xperia Z1 là một chiếc điện thoại thông minh chạy hệ điều hành Android đến từ Sony Mobile, thuộc tập đoàn Sony.
Xperia Z1 được giới thiệu tại IFA 2013 và được phát hành đầu tiên tại Nhật Bản vào ngày 4 tháng 9 năm 2013. Nó chạy hệ điều hành Android 4.2.2 (Jelly Bean), có khả năng chống nước, chống bụi với chứng chỉ IP58 (có thể ngâm trong nước ở độ sâu 1,5m trong vòng 30 phút). Điều đặc biệt hơn cả là lần đầu tiên Sony mang tất cả những tinh hoa đặc trưng của các dòng sản phẩm giải trí khác của Sony lên một chiếc điện thoại thông minh với camera 20.7 megapixel cùng với ống kính Sony Lens G nổi tiếng trong các dòng máy ảnh kĩ thuật số

## Phần cứng
Xperia Z1 (144 x 77 x 8,5) sở hữu màn hình rộng 5 inch độ phân giải Full-HD (1920x1080), trang bị công nghệ Triluminios Mobile mới nhất.
Bên trong máy là bộ vi xử lý  Qualcomm Snapdragon S800, RAM 2GB, bộ nhớ trong 16GB và có thể mở rộng bộ nhớ bằng thẻ MicroSD.
Máy có màn hình 5 inch Full HD Triluminos, hỗ trợ X-Reality Mobile, vi xử lý Snapdragon S800 2,2Ghz, ram 2GB, bộ nhớ 16GB hỗ trợ thẻ nhớ đến 64GB. Camera có độ phân giải 20.7 megapixel cao nhất trong các dòng Xperia trước đây.

## Camera
Lần đầu tiên Sony mang những tinh hoa của một chiếc máy ảnh KTS vào một chiếc điện thoai thông minh. Cụ thế với camera độ phân giải 20.7 megapixel cảm biến Exmor RS kích thước 1/2,3 inch, ống kính G với góc rộng 27mm, khẩu độ F/2.0, có bộ xử lý ảnh Bionz, Sony hứa hẹn sẽ đem tới chất lượng hình ảnh ngang bằng với máy ảnh compact truyền thống.
Xperia Z1 còn có  camera  với những tính năng cao như Social Live-truyền video trực tuyến lên mạng xã hội, Info-eye-tự thêm thông tin địa danh vào khung hình sau khi chụp, Timeshift Burst-ghi lại tới 61 bức hình trước và sau khi ấn nút chụp 2s giúp người dùng chọn khoảnh khắc yêu thích nhất, cuối cùng là AR-Effect-thêm hiệu ứng thực tế ảo vào bức hình.